# Crocidura grandis
Crocidura grandis es una especie de musaraña de la familia de los sorícidos.

## Distribución geográfica
Se encuentra en las Filipinas. 

## Estado de conservación
Ha habido una extensa desforestación en la región dónde se encuentra esta especie, pero todavía no se conocen las consecuencias que tendrá en sus poblaciones. 